# Straßenverkehr in Estland
In Estland spielt der Straßenverkehr eine große Rolle. Die Ursache liegt im Personenverkehr an den geringen Entfernungen bei geringer Einwohnerdichte, wodurch der Busverkehr gegenüber der Eisenbahn im Vorteil ist. Im Güterverkehr fehlen Wasserstraßen, wie sie zum Beispiel in Mitteleuropa üblich sind.
2023 waren 865.000 Pkw zugelassen. Damit gehört Estland zu den EU-Staaten mit dem höchsten Motorisierungsgrad.

## Straßennetz
Das Straßennetz von 58.000 km entspricht auf die Landesfläche bezogen dem europäischen Durchschnitt. Bezogen auf die Einwohnerzahl hat Estland ein extrem dichtes Straßennetz: auf jeden Einwohner kommen 44 Meter Straße.
Die estnische Regierung plant den Bau von drei Autobahnstrecken, die die Hauptstadt Tallinn mit Pärno, mit Tartu und mit Narva verbinden sollen. Diese Projekte werden ab 2025 im Rahmen von öffentlich-privaten Partnerschaften umgesetzt.
Das Tankstellennetz wird hauptsächlich durch die vier Anbieter Olerex, Circle K, Neste und Alexela betrieben.

## Sicherheit
Die Sicherheit im Straßenverkehr entspricht dem europäischen Durchschnitt. Nach der Messgröße Straßenverkehrstote je Million Einwohner lag Estland 2017 mit 36 unterhalb des EU-Durchschnitts (49) und weit unterhalb des Nachbarlandes Lettland (70).
Estnische Autos müssen ein Feuerlöscher und zwei Unterlegkeile für die Räder mitführen. Die Tempolimits für Pkw und Motorräder betragen innerorts 50 km/h, außerorts 90 km/h und auf Schnellstraßen 110 km/h.

## Elektromobilität
Estland hat als erstes Land ein landesweites Ladesystem für das Aufladen der Batterien von Elektroautos. Die Schnellladesäulen sind im Land verteilt, auch auf den Inseln und haben einen maximalen Abstand von 40 bis 60 km. Durch das dichte Netz und 30-minütige Schnellladungen soll so eine landesweite Elektromobilität gewährleistet werden. Estland weist eine Rate von einem Elektroauto pro 1000 Einwohner auf.